# Gabriel de Bourbon-Duas Sicílias
Gabriel de Bourbon-Duas Sicílias (em italiano: Gabriele Maria Giuseppe Carlo Ignazio Antonio Alfonso Pietro Giovanni Gerardo di Majella et Omni Sancti; Cannes, 11 de janeiro de 1897 – Itu, 22 de outubro de 1975), foi um príncipe das Duas Sicílias, último filho do príncipe Afonso, Conde de Caserta e de sua esposa, a princesa Maria Antonieta das Duas Sicílias.

## Biografia
Gabriel era o décimo segundo filho e filho mais novo do príncipe Alfonso, Conde de Caserta, e sua esposa, a princesa Maria Antonieta de Bourbon-Duas Sicílias. Apelidado de Onga dentro de seu círculo familiar, ele cresceu tendo pouco contato com qualquer um dos dois. dois irmãos mais velhos, Carlo (1870-1949) e Ranieri (1883-1973), cujas reivindicações rivais para a liderança da família e suas ordens dinásticas "separariam a lealdade da Casa de Bourbon-Sicília no século 21"

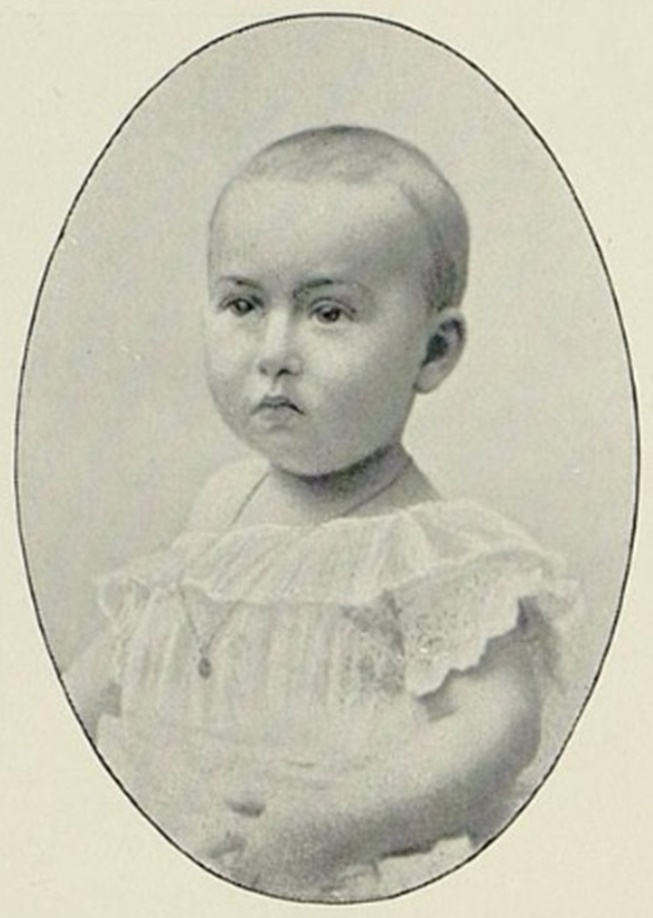
O pequeno Gabriel em 1899.

Como era costume da maioria dos príncipes de seu tempo, seguiu a carreira militar. O exército escolhido foi o da Espanha, pois estava unido a este país por estreitos laços familiares, já que a infanta Isabel de Borbón era viúva de seu tio paterno, Cayetano de Borbón-Dos Sicilias.

## Casamentos e Descendência
Em 26 de agosto de 1927, casou-se na igreja de Saint-Louis-en-l'Île, em Paris, com a princesa Margarita Isabel Czartoryska (1902-1929), filha de Adam Luis, príncipe Czartoryski e condessa Maria. Luisa Krasińska, membros da antiga família governante do Grão-Ducado da Lituânia, era também tataraneta do rei Luís Filipe I da França. Tiveram um filho:
- Antonio de Bourbon-Duas Sicílias (1929-2019). Casado com a Duquesa Elisabeth de Württemberg, com descendência.

Sua esposa morreu pouco depois de dar à luz. Em 15 de setembro de 1932, em Cracóvia, casou-se novamente com a princesa Cecilia Lubormirska (1907-2001). Fruto desse casamento, nasceram quatro filhos:
- Juan de Bourbon-Duas Sicílias (1933-2000). Solteiro e sem filhos.

- Margarita de Bourbon-Duas Sicilias (1934-2014), casada com Luis Gonzaga Maldonado y Gordon. Com descendência.

- Maria Imaculada de Bourbon-Duas Sicílias (1937-2020). Casou-se com Miguel García de Saéz y Tellecea, sem descendência.

- Casimiro de Bourbon-Duas Sicílias (1938). Casado com a princesa Maria Cristina de Saboia, filha do príncipe Amadeo de Saboia-Aosta e da princesa francesa Ana de Orleans, com descendência.

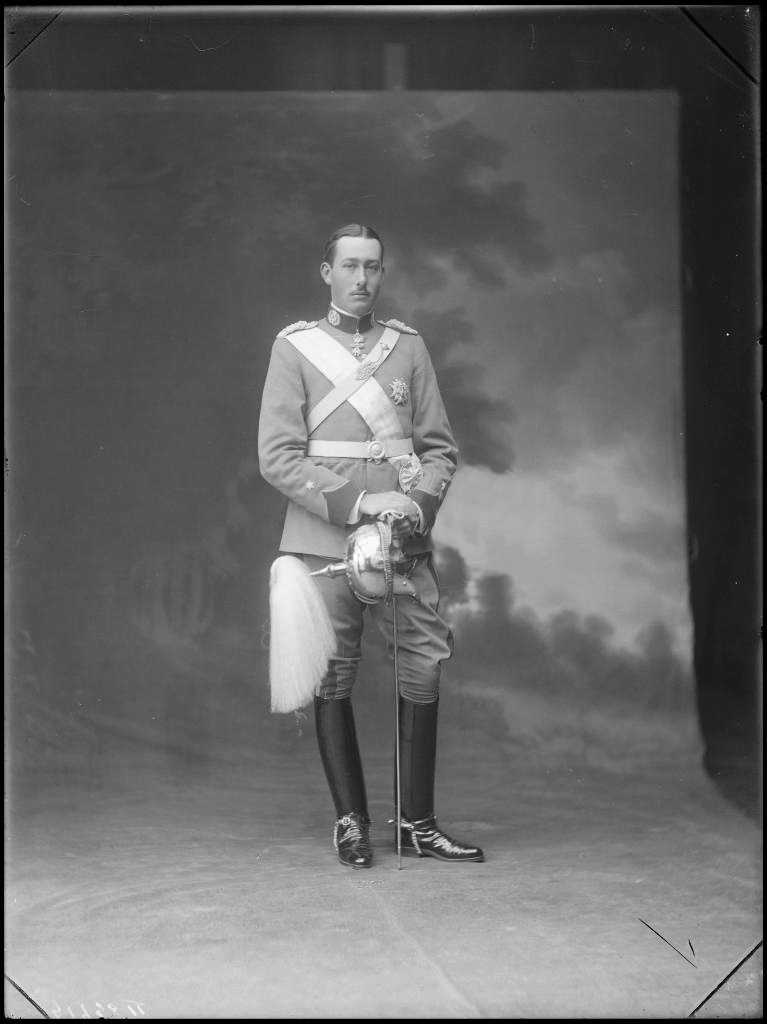
Gabriel em traje militar.

## Títulos, honras e tratamentos
- 11 de janeiro de 1897 – 19 de agosto de 1920: Sua Alteza Real o Príncipe Gabriel das Duas Sicílias.

- 19 de agosto de 1920 - 22 de outubro de 1975: Sua Alteza Real Don Gabriel Príncipe das Duas Sicílias, Príncipe de Bourbon.